# Calea ferată Astara–Rasht–Qazvin
Calea ferată Astara–Rasht–Qazvin este un coridor de transport care leagă căile ferate existente din Rusia, Azerbaidjan și Iran. Proiectul a fost dezvoltat în cadrul Coridorului Internațional de Transport Nord-Sud. Scopul proiectului este de a integra rutele de transport și informaționale din Rusia, Azerbaidjan, Iran și India.

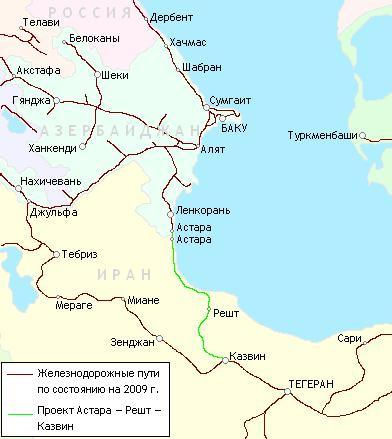
Harta căii ferate Astara–Rasht–Qazvin

## Istorie
Acordul privind construcția rutei a fost semnat de cele trei părți (Iran, Azerbaidjan și Rusia) în 2005. Cea mai dificilă secțiune din punct de vedere ingineresc a fost construcția căii ferate dintre Rasht și Qazvin, care a început în 2009 și a durat aproape un deceniu până la finalizare. Pe 22 noiembrie 2018, un tren de teste a circulat pentru prima dată pe această secțiune de 164 km a liniei. Ceremonia oficială de deschidere a avut loc pe 6 martie 2019, la eveniment fiind prezenți președintele iranian Hassan Rouhani, ministrul azer al economiei, Shahin Mustafayev, alături de oficiali din Pakistan și Irak. Linia a fost o realizare inginerească majoră, incluzând aproximativ 53 de tuneluri cu o lungime cumulată de peste 22 km.
Podul și secțiunea scurtă dintre Astara azeră și cea iraniană, folosind ecartament dublu (1520 mm și 1435 mm) plus un pod de 82,5 m peste râul Astarachay, au fost finalizate în martie 2017. Prima sosire a unui tren care venea din Rusia până în Astara iraniană a avut loc pe 8 februarie 2018. Imediat după punerea în funcțiune a tronsonului Astara (Azerbaijan) - Astara (Iran) în 2018, tronsonul iranian al căii ferate împreună cu gara Astara și terminalul de marfă nou construit au fost închiriate Azerbaidjanului pentru o perioadă de 25 de ani. În primele 11 luni de funcționare, aproximativ 270.000 de tone de marfă au fost transportate prin această cale ferată, număr ce a crescut la 364.000 de tone în 2019.
La începutul anului 2019, construcția traseului Rasht-Astara, de 130 km, a rămas într-o „etapă de studiu și revizuire”, dar cu aprobarea acordată în Iran din ianuarie și aproximativ jumătate din costul estimat (1,1 miliarde USD) garantat printr-un împrumut preferențial de 500 milioane USD din Azerbaidjan. Unele rapoarte de presă au susținut că așezarea șinelor ar trebui să fie finalizată în jurul anului 2023 în timp ce altele au sugerat că de la reuniunea ECO din 17 decembrie 2019  nu a început încă nicio construcție fizică. În noiembrie 2020, ambasadorul iranian în Rusia a afirmat că a cerut finalizarea rapidă a liniei Astara - Rasht ca un imperativ economic.
În aprilie 2022, doar prima secțiune dintre Rasht și portul Anzali era așteptată să fie deschisă în 2023, dată împinsă ulterior până în primăvara anului 2024, și având loc în realitate pe 20 iunie 2024. Restul rutei de la sud-est de Bandar până la Anzali ar mai dura 5 ani, cu un cost suplimentar de 1,6 miliarde €, finanțat în principal printr-un împrumut din Rusia.